# Římskokatolická farnost Bohušovice nad Ohří

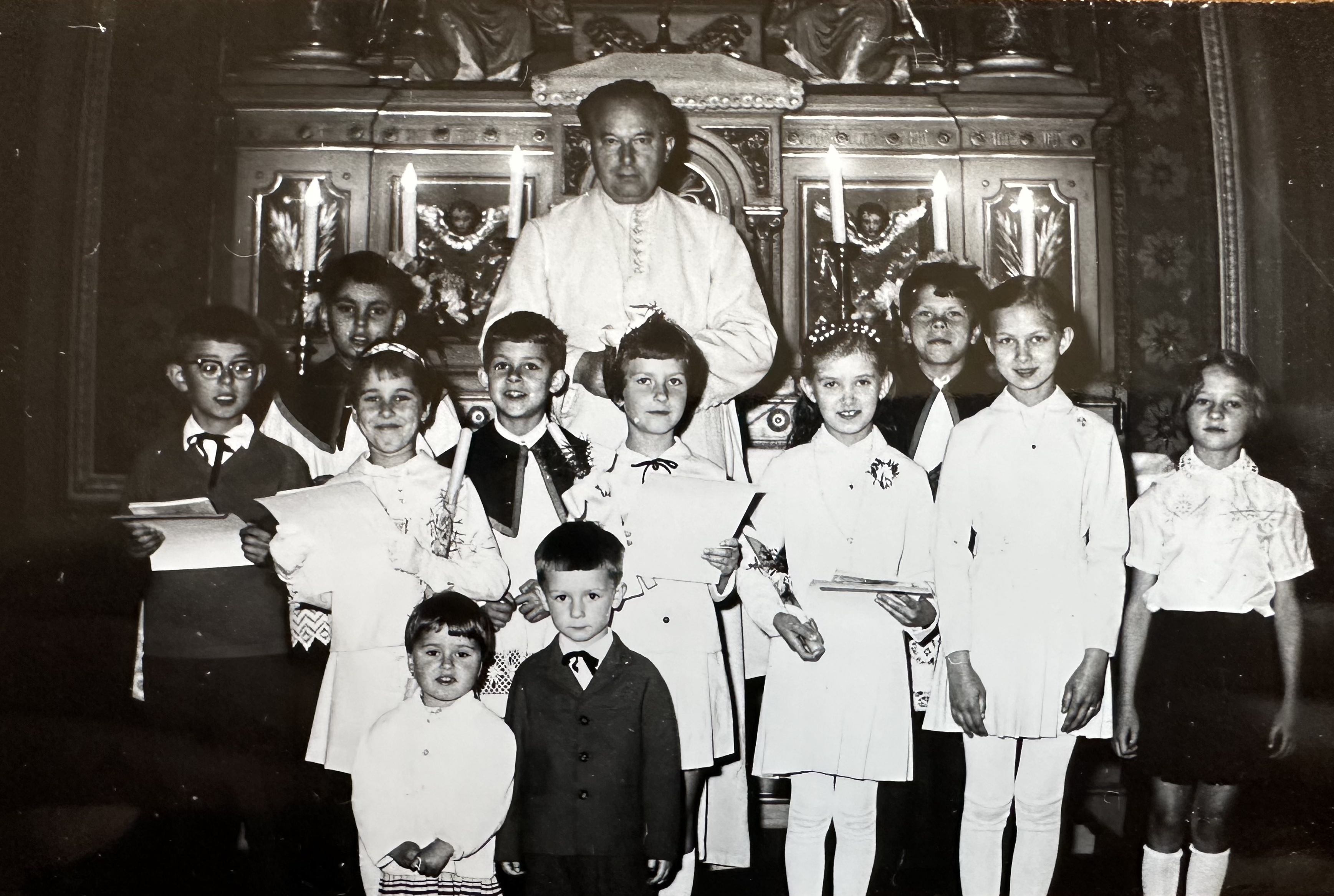
První sv. přijímání v Bohušovicích v roce 1968 s P. Holakovským, O.Praem.

Římskokatolická farnost Bohušovice nad Ohří (lat. Bauschovicium) je církevní správní jednotka sdružující římské katolíky na území města Bohušovice nad Ohří a v jeho okolí. Organizačně spadá do litoměřického vikariátu, který je jedním z 10 vikariátů litoměřické diecéze. Centrem farnosti je kostel sv. Prokopa a Mikuláše v Bohušovicích nad Ohří.

## Historie farnosti
Nejstarší písemný doklad o lokalitě Bohušovice nad Ohří pochází z roku 1057, kdy ji spravovala litoměřická kapitula, což zmiňuje zakládací listina litoměřické kapituly. Před rokem 1384 zde byla plebánie. Po třicetileté válce byla inkorporována ke Strahovskému klášteru a dějiny farnosti tak začaly být úzce provázány s premonstrátským řádem. Od roku 1715 byly vedeny matriky a fara byla obsazena samostatným duchovním správcem.

### Duchovní správcové vedoucí farnost
Začátek působnosti jmenovaného v duchovní správě farnosti od roku:
- 1602 Nicolaus Cuculus
- 1608 Matthaeus Gežek
- 1617 Joannes Divucžka
- 1626 Tobias Stambuch O.Praem.
- Michaël Func O.Praem.
- 1629 Marcus Arnoldus Clarin de Rosenfeld
- 1638 par. vacat
- 1661 Godefriedus Thermen O.Praem.
- 1666 Daniel Kurka O.Praem.
- 1668 Thomas Longo O.Praem.
- 1669 Adalbertus Stan. Prasky O.Praem.
- 1670 Georgius Wesselí O.Praem.
- 1678 Erasmus Retz O.Praem.
- 1680 Dionysius Netoliczky O.Praem.
- 1682 Guilelmus Schlapal O.Praem.
- 1684 Thomas Frank O.Praem.
- 1686 Adalbertus Koblitz O.Praem.
- 1688 Gregorius Sikora O.Praem.
- 1690 Hroznata Peitner O.Praem.
- 1692 Milo Hubatius O.Praem.
- 1694 Richardus Cassius O.Praem.
- 1695 Josephus Mika O.Praem.
- 1699 Joannes Zettl O.Praem.
- 1702 Josephus Mika O.Praem.
- 1705 Joannes Zettl O.Praem.
- 1712 Modestus Freisleben O.Praem.
- 1721 Esfridus Gerlach O.Praem.
- 1726 Innocentius Forschter O.Praem.
- 1743 Laurentius Ruziczka O.Praem.
- 1744 Chrysostomus Neruda O.Praem.
- 1746 Evermodus Wohanka O.Praem.
- 1756 Leopoldus Brandlstein O.Praem.
- 1758 Balthasar Horczicka O.Praem., n. 1724, † 1780
- 1762 Ladislaus Vander O.Praem.
- 1765 Georgius Braun- Hoffer O.Praem.
- 1771 Herrmannus Josef Koterovský O.Praem.
- 1781 Octavianus Prutky O.Praem.
- 13. 10.1787 Vinc. Ippold O.Praem.
- 26. 11. 1803 Hugo Ign. Benesch O.Praem.
- 1. 1. 1808 Thomas Wykysscely O.Praem.
- 23. 7. 1812 Josef Zahradka O.Praem.
- 4. 1 1820 Damian. Jankovsky O.Praem., n. 12. 8. 1777 Prag, o. 13. 9. 1801
- 12. 6. 1823 Cajetan. Lysander ab Ehrenfeld O.Praem., n. 13. 8. 1781 Kolín, o. 6. 4. 1806
- 27. 4. 1832 Lohel. Zdiarsky O.Praem., n. 29. 3. 1790 Prag, o. 17. 4. 1814
- 16. 7. 1838 Hugo Wencesl. Seykora O.Praem., n. 26. 11. 1793 Č. Brod, o. 11. 2. 1819
- 1. 5. 1852 Clem. Patzolt O.Praem., n. 17. 8. 1795 Písek, o. 12. 8. 1821
- 25. 10. 1855 Ign. Franc. Sichrovský O.Praem., n. 10. 3. 1809 Neobolesl, o. 2. 8. 1835, † 18. 12. 1884
- 1. 9. 1881 Ioann. Nep. Car. Králík O.Praem., n. 7. 1. 1834 Milovic. o. 29. 7. 1858, † 11. 10. 1908
- 1. 11. 1885 Daniel. Jos. Metyš O.Praem., n. 11. 3. 1835 Litomyšl, o. 24. 7. 1859
- 27. 2. 1892 Pius Leopold Vinzenz O.Praem., n. 19. 8. 1837 Budvic. o. 28. 7. 1861, † 12. 1. 1909
- 1. 10. 1908 Adalbert Vinc. Frejka O.Praem., n. 18. 5. 1860 Doly, o. 5. 7. 1885
- 1. 12. 1910 Aegydius Car. Stárek O.Praem., n. 4. 3. 1862 Hory Ratiborské o. 4. 7. 1889
- 15. 7. 1921 Albert Vítěz O.Praem., n. 13. 10. 1881 Přerov, o. 29. 6. 1905
- 27. 8. 1930 Bronislav Ferdinand Jiříček O.Praem., n. 15. 5. 1888 Rožmitál p. Třem., o. 14. 7. 1912
- 1. 8. 1947 Jan Hroznata Svatek O.Praem.
- 16. 12. 1953 Ladislav Pokorný
- 1. 6. 1954 Petr Holakovský O.Praem.
- 1. 4. 1979 Vratislav Hartman
- 1. 7. 1985 Václav Horniak
- 1. 8. 1986 Vladimír Jedlička, admin., n. 31. 8. 1932 Cifer (SK), o. 24. 6. 1972 Litoměřice, † 5. 10. 2021
- 1. 4.1990 Oldřich Kolář, adm. exc. z Litoměřic
- 1. 7. 1993 Ladislav Kubíček
- 1. 8. 1999 Filip Milan Suchán O. Praem., adm. exc. z Doksan
- 1. 5. 2000 Michael Benedikt Pintér O.Praem., adm. exc. z Doksan
- 1. 7. 2002 Bronislav Milan Čigáš O.Praem.
- 1. 8. 2010 Adrián Zemek O.Praem., adm. exc. z Doksan
- 1. 7. 2020 Jindřich Zdík Miroslav Jordánek, O.Praem., adm. exc. z Doksan[3]
- 1. 7. 2023 Quirín Ján Barník O.Praem., adm. exc. z Doksan[4]

Kromě kněží stojících v čele farnosti, působili ve farnosti v průběhu její historie i jiní kněží. Většinou pracovali jako farní vikáři, kaplani, katecheté, výpomocní duchovní aj.

#### Galerie duchovních

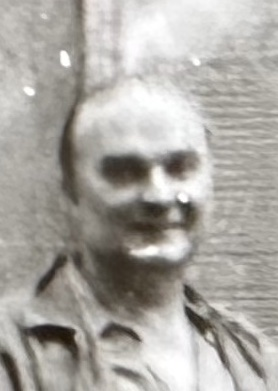
Vratislav Hartman
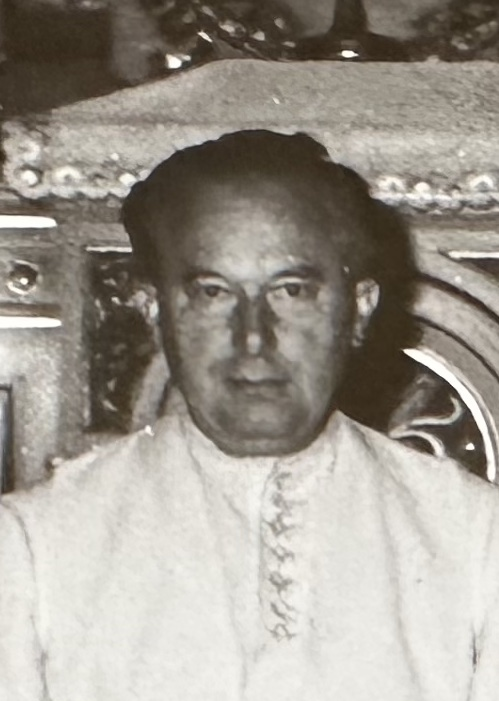
Petr Holakovský
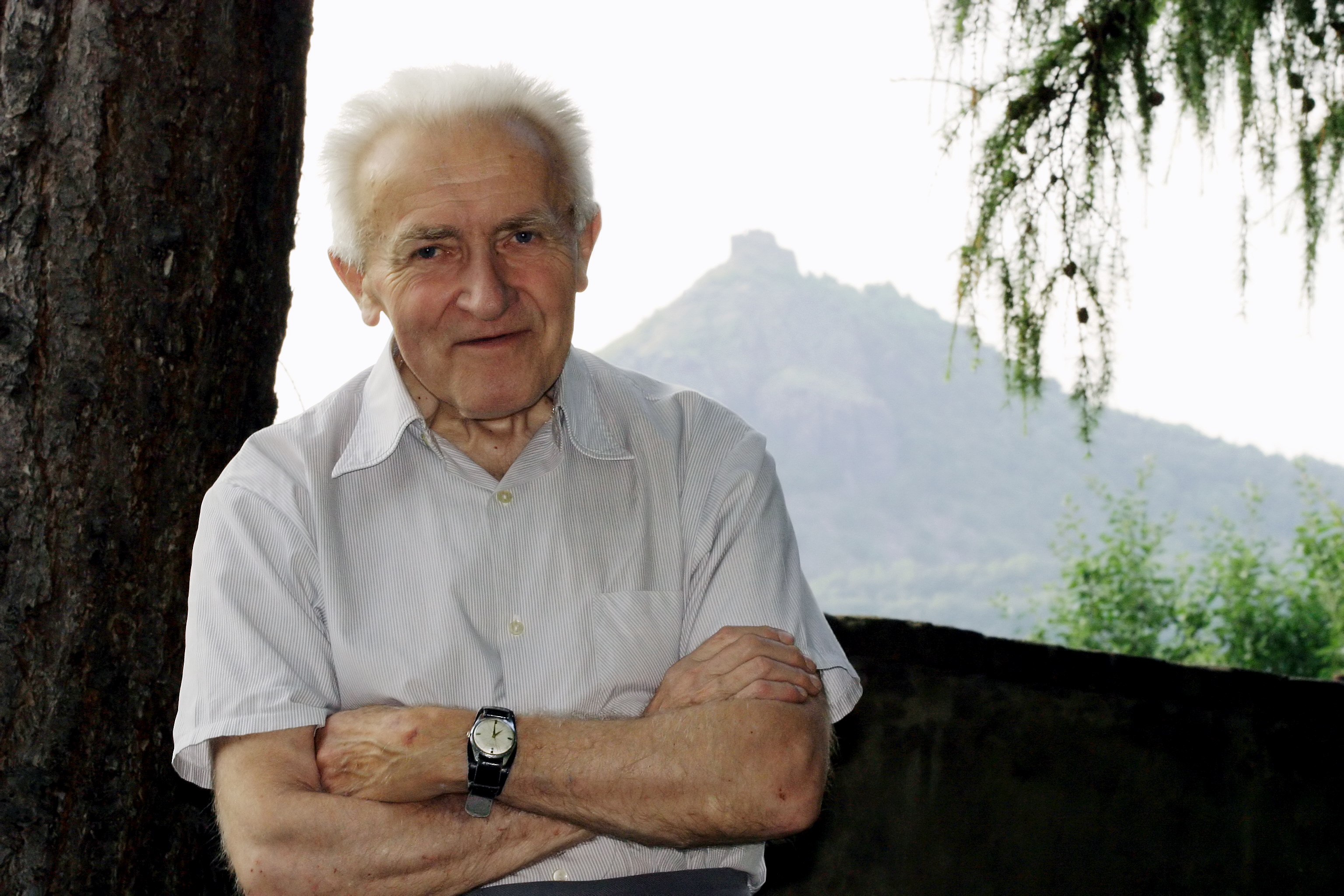
Ladislav Kubíček
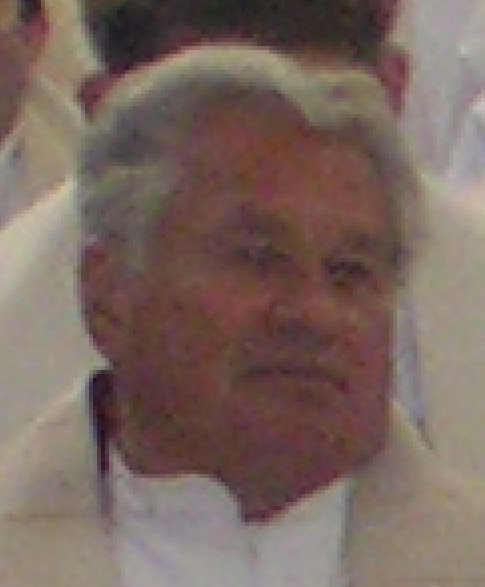
Benedikt Pintér
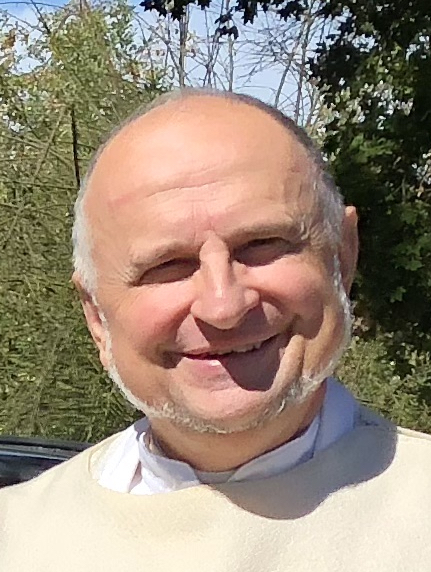
Adrián Zemek

## Území farnosti
Do farnosti náleží území těchto obcí:
- Bohušovice nad Ohří (Bauschowitz an der Eger[p 2])
- Brňany (Birnian[p 2])
- Nové Kopisty (Deutsch Kopist[p 2])

## Římskokatolické sakrální stavby na území farnosti
| | Fotografie | Stavba                                            | Místo               | Bohoslužby                      | Zeměpisné souřadnice            | Status           | Číslo kulturní památky                       |
| Kostel | Kostel     | Kostel                                            | Kostel              | Kostel                          | Kostel                          | Kostel           | Kostel                                       |
| --- | ---------- | ------------------------------------------------- | ------------------- | ------------------------------- | ------------------------------- | ---------------- | -------------------------------------------- |
| 1. |            | Kostel sv. Prokopa a Mikuláše                     | Bohušovice nad Ohří | bližší informace o bohoslužbách | 50°29′39″ s. š., 14°9′2″ v. d.  | farní kostel     | 21405/5-1925 (Pk•%22 MIS•%22 Sez•%22 Obr•WD) |
| Kaple |            |                                                   |                     |                                 |                                 |                  |                                              |
| 2. |            | Kaple sv. Jana Nepomuckého a Panny Marie Bolestné | Brňany              | bližší informace o bohoslužbách | 50°28′51″ s. š., 14°8′38″ v. d. | obecní kaple     | —                                            |
| 3. |            | Kaple sv. Anny                                    | Bohušovice nad Ohří | bohoslužby příležitostně        | 50°29′28″ s. š., 14°8′47″ v. d. | výklenková kaple | —                                            |
| Některé drobné sakrální stavby a pamětihodnosti lze dohledat zde v databázi Drobné sakrální památky Zaniklé sakrální stavby lze dohledat zde v databázi Poškozené a zničené kostely, kaple a synagogy v České republice |            |                                                   |                     |                                 |                                 |                  |                                              |

Ve farnosti se mohou nacházet i další drobné sakrální stavby, místa římskokatolického kultu a pamětihodnosti, které neobsahuje tato tabulka.

## Příslušnost k farnímu obvodu
Z důvodu efektivity duchovní správy byl vytvořen farní obvod (kolatura), jehož součástí je i farnost Bohušovice nad Ohří. Od 1. srpna 1999 je tato kolatura spravována excurrendo premonstráty z farnosti Doksany.